# Fradellos
Fradellos es una localidad española del municipio de Rabanales de la provincia de Zamora, en la comunidad autónoma de Castilla y León.

## Geografía física

### Ubicación
Fradellos es una localidad situada en el oeste de la provincia de Zamora, próximo a la frontera con Portugal. Pertenece al municipio de Rabanales, junto con las localidades de Grisuela, Matellanes, Mellanes, Rabanales (capital municipal) y Ufones. Esta localidad, y las restantes que integran el municipio, pertenecen a su vez a la comarca de Aliste.

### Orografía
Su casco urbano se asienta en la falda de una colina y a orillas del arroyo Cebal. Cuenta con un término que responde a las características de la típica penillanura, en la que sobresalen cerros como el de Cabeza Baldoso y El Bostal.

## Naturaleza
El río Aliste, en su extremo norte, y el arroyo Cebal contribuyen a que estas sean tierras de abundantes pastos que conviven con bosque de ribera y más alejados los de encinas.
El notable grado de conservación de su medioambiente, junto con su diversidad, ha propiciado que este sea un territorio habitado por una notable fauna salvaje, a pesar de la actividad agrícola y ganadera que aún se desarrolla en la localidad. Es, por tanto, una localidad en la que su término cuenta con parajes en los que se pueden ejercitar actividades cinegéticas, de campeo y avistamiento de fauna, micología, senderismo o de fotografía, entre otras posibilidades.

## Historia

### Calcolítico
El yacimiento de Los Follos se encuentra sobre un pequeño cerro, en la
zona donde describen una serie de meandros los ríos Aliste y Cebal. Ocupa el extremo
oriental de un cerro alargado que se alza sobre la margen izquierda del río Cebal. Su
cima presenta una plataforma amplia y llana. Está ocupado por monte bajo de
matorrales (jaras y escobas). Parece tratarse de un hábitat abierto, puesto que no se
aprecian estructuras defensivas artificiales.

### Protohistoria
A dos kilómetros de su casco urbano, se encuentra el yacimiento arqueológico de «El Castrico», también podemos encontrar el castro de El Corralón

### Edad Media
Durante la Edad Media Fradellos quedó integrado en el Reino de León, cuyos monarcas habrían acometido la repoblación de la localidad dentro del proceso repoblador llevado a cabo en Aliste. Tras la independencia de Portugal del reino leonés en 1143 la localidad habría sufrido por su situación geográfica los conflictos entre los reinos leonés y portugués por el control de la frontera, quedando estabilizada la situación a inicios del siglo XIII.
Posteriormente, en la Edad Moderna, Fradellos estuvo integrado en el partido de Alcañices de la provincia de Zamora, tal y como reflejaba en 1773 Tomás López en Mapa de la Provincia de Zamora. Así, al reestructurarse las provincias y crearse las actuales en 1833, la localidad se mantuvo en la provincia zamorana, dentro de la Región Leonesa, integrándose en 1834 en el partido judicial de Alcañices, dependencia que se prolongó hasta 1983, cuando fue suprimido el mismo e integrado en el Partido Judicial de Zamora.
Finalmente, en torno a 1850, el antiguo municipio de Fradellos se integró en el de Rabanales.
La cercanía de Portugal hizo que estas fueran tierras de paso y conexión, existiendo una antigua vía por la que frecuentaba el contrabando.

## Demografía
| 2000 | 2001 | 2002 | 2003 | 2004 | 2005 | 2006 | 2007 | 2008 | 2009 | 2010 | 2011 | 2012 | 2013 |
| 97   | 97   | 96   | 93   | 88   | 87   | 84   | 78   | 73   | 70   | 69   | 69   | 70   | 65   |

## Economía
Este es un pueblo ganadero, en la que predomina la cabaña ovina, pero también vaca Alistana. De estas tierras, y otras adyacentes, son los «churreros de Aliste», encargados de mantener la ancestral ruta de transhumancia de la Cañada Real. Al margen de la ganadería y de la agricultura, esta localidad contó con una mina de pizarra que en la actualidad está inactiva. En los últimos años ha tomado un notable impulso la actividad micológica, de la que se espera tener buenas perspectivas comerciales.

## Patrimonio
Fradellos conserva notables muestras de la típica arquitectura de Aliste, con construcciones vernáculas en las que es frecuente el uso de adobe, pizarra, madera y en menor medida granito, además de teja. Conserva diversas muestras de la típica vivienda de dos plantas con sus balconadas y corralones.
De su casco urbano destaca la iglesia parroquial de San Miguel Arcángel, ubicada al fondo del pueblo. Su espadaña ha sido adscrita al siglo XVII, al igual que la imagen de San Miguel que, junto a la cruz parroquial y otras imágenes, se encuentran en su interior. Cuenta también con el Santuario de la Virgen de Fátima, ubicado en la era de la localidad, que fue bendecido en 1975 erigido a instancias de dos hermanos religiosos de la Congregación del Corazón de María que lo financiaron como homenaje a sus padres por las bodas de oro, tal y como indica una placa. Se trata de una estructura sencilla, en la que se guarece una imagen de la virgen de Fátima sobre una columna y un sencillo altar de piedra, junto con muestras diversas de la devoción y religiosidad popular en forma de flores, ofrendas o notas.
Además cuenta con otras muestras de patrimonio singular, entre las que destaca un puente de lascas de piedra que sortea las aguas del río Aliste, diversas fuentes y pontones, un molino en el Cebal, un potro de herrar y un paisaje de cercas, huertos y prados, además de una Cruz metálica (instalada en el 2000) junto al antiguo y rústico crucero mutilado, ambas frente al Santuario de la Virgen de Fátima.

## Fiestas
Celebra la romería de la Virgen de Fátima, celebrada cada el segundo domingo de mayo en el santuario situado en la era de Fradellos. ësta es una sencilla ceremonia en la que se traslada la imagen de la virgen desde la iglesia hasta el templete del santuario. A ella acuden numerosos devotos del pueblo, y de localidades vecinas, para celebrar una misa al aire libre y el rezo del rosario, para la posterior vuelta en procesión. Se trata de una romería estrictamente religiosa, adaptada a la cultura etnográfica de un pueblo produndamente pastoril.
Las fiestas patronales son a finales de septiembre, San Miguel, en las que se combinan actividades religiosas –misa y procesión- con tradicionales y lúdicas deerivadas de su folclore, con bailes y encuentros gastronómicos populares.